# 德莱恩

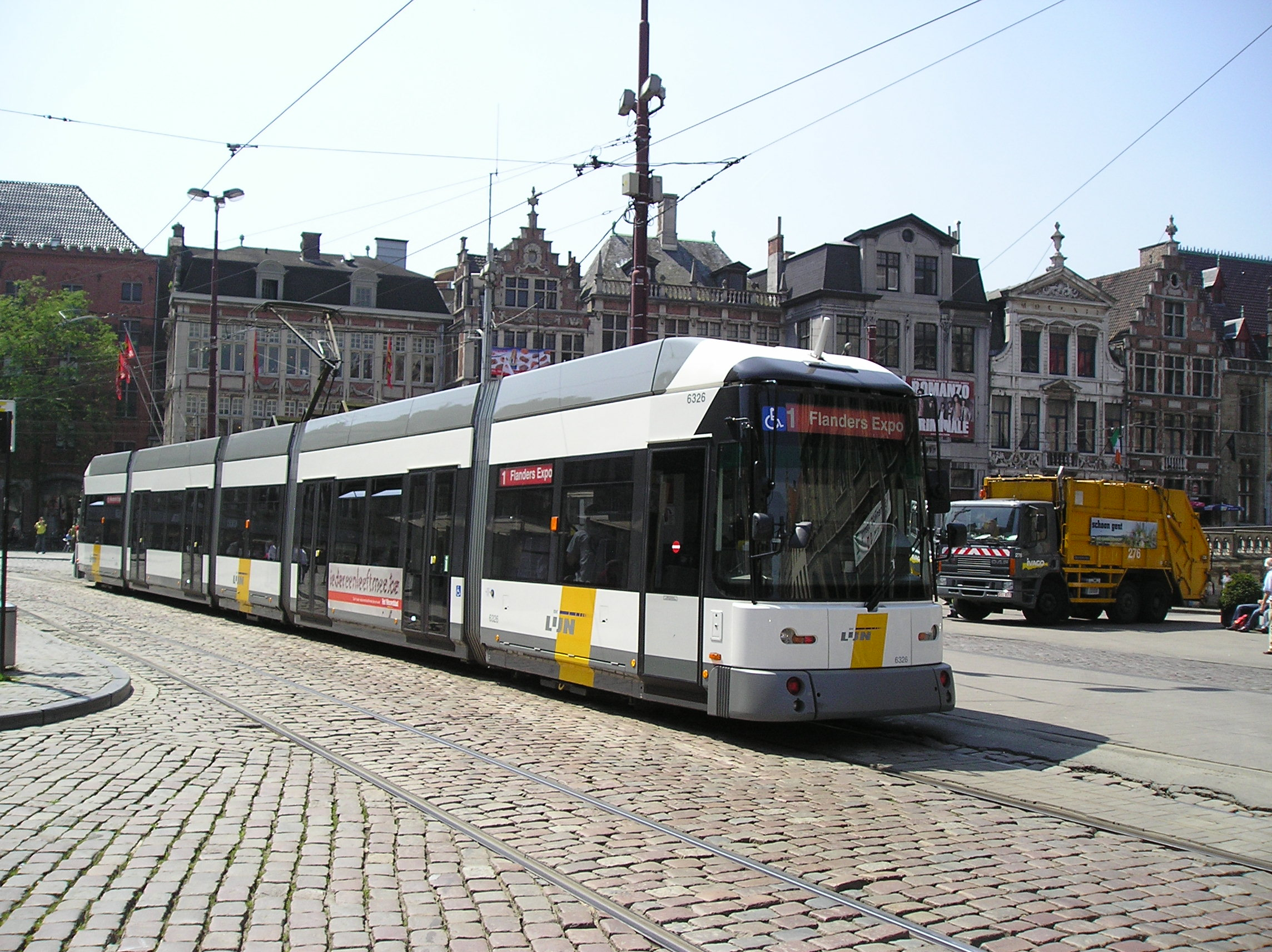
根特的德莱恩有轨电车

弗拉芒德莱恩交通公司（荷蘭語：Vlaamse Vervoersmaatschappij De Lijn），通常简称德莱恩（荷蘭語：De Lijn，荷蘭語發音：[də lɛi̯n]，意为“线路”），是一家由比利时弗拉芒政府运营的交通公司，服务于弗拉芒大區、布鲁塞尔首都大区、比荷边境地区以及瓦隆大区的一些城市，有约2240辆公共汽车和399辆有轨电车投入使用。德莱恩公司成立于1991年，由原安特卫普市际交通公司、根特市际交通公司与国家邻区铁路公司的佛兰德部分合并而成（另一部分即瓦隆尼亚部分，其与列日-韦尔维耶运营公司和沙勒罗瓦市际交通公司合并为TEC）。  
哈瑟尔特的社会主义政治家史蒂夫·斯特法特实施了一项政策，允许65岁以上的佛兰德登记居民免费在佛兰德乘车。25岁以下的人还有其他优惠措施。德莱恩与比利时国家铁路一同被视作缓解严重交通拥堵的要素。  
2016年，德莱恩公司在人口约650万的地区运送了5.188亿旅客。  
德莱恩公司经营： 
- 安特卫普有轨电车（荷兰语：Antwerpse tram），包括地上有轨电车和地下轻轨（安特卫普准地铁（荷兰语：Antwerpse premetro））。
- 根特有轨电车（荷兰语：Gentse tram），大部分在地上，并保留了一些预留路段[2]。
- 比利时海岸轻轨，在整个比利时海岸之间的城际线路，位于德潘讷和克诺克之间。
- 佛兰德的所有城市、郊区和城际公共汽车[3]。由于密集的铁路网络，城际公共汽车可作为大城市和小社区之间的地方交通方式。乘公共汽车从一个城市到另一个城市的时间通常比乘火车花费的时间要长，这是因为公共汽车线路经过许多没有铁路服务的小镇，较少走直线。在林堡省，铁路很少，公共汽车是城际旅行的主要方式；那里同样也有城际快车。

所有模式的票价相同。     
德莱恩公司推出了名为Lijnkaart的智能卡及名为Lijnwinkel的连锁商店。     
德莱恩公司还赞助了位于安特卫普的弗拉芒有轨电车和公共汽车博物馆（Vlaams Tram- en Autobusmuseum）。 